# Ренато Берта
Рена́то Берта́ (фр. Renato Berta; нар. 2 березня 1945, Беллінцона, Швейцарія) — швейцарський кінооператор. Лауреат премії Французької академії мистецтв та технологій кінематографа Сезар 1988 року за найкращу операторську роботу у фільмі Луї Маля «До побачення, діти» .

## Біографія
Ренато Берта народився 2 березня 1945 року у швейцарському місті Беллінцона (кантон Тічино). У 1965-1967 роках навчався в Експериментальному кіноцентрі у Римі, де познайомився з Лукіно Вісконті, Роберто Росселліні, П. П. Пазоліні. Дебютував у фільмі Алена Таннера «Шарль, живий або мертвий» (1969), з яким надалі неодноразово працював. Знімав фільми видатних європейських режисерів, серед яких Андре Тешіне, Луї Маль, Мануель ді Олівейра, Ален Рене, Клод Шаброль та інші.
У 2013 році Ренато Берта був нагороджений французьким Орденом Мистецтв та літератури.

## Вибіркова фільмографія
| Рік  | Назва                                         | Режисер                      | Примітки                                                                              |
| ---- | --------------------------------------------- | ---------------------------- | ------------------------------------------------------------------------------------- |
| 1969 | Шарль, живий або мертвий                      | Ален Таннер                  |                                                                                       |
| 1970 | Отон. Очі не хочуть кожен раз закриватися     | Даніель Юйє, Жан-Марі Штрауб |                                                                                       |
| 1971 | Саламандра                                    | Ален Таннер                  |                                                                                       |
| 1972 | Повернення з Африки                           | Ален Таннер                  |                                                                                       |
| 1972 | Уроки історії                                 | Даніель Юйє, Жан-Марі Штрауб |                                                                                       |
| 1973 | Смерть директора блошиного цирку              | Томас Керфер                 |                                                                                       |
| 1974 | Палома                                        | Даніель Шмід                 |                                                                                       |
| 1974 | Посередині світу                              | Ален Таннер                  |                                                                                       |
| 1975 | Мойсей і Аарон                                | Даніель Юйє, Жан-Марі Штрауб |                                                                                       |
| 1976 | Помічник                                      | Томас Керфер                 |                                                                                       |
| 1976 | Йонас, якому у 2000 році виповниться 25 років | Ален Таннер                  |                                                                                       |
| 1978 | Альзіра, або Новий континент                  | Томас Керфер                 |                                                                                       |
| 1979 | Мессідор                                      | Ален Таннер                  |                                                                                       |
| 1980 | Рятуй, хто може (своє життя)                  | Жан-Люк Годар                |                                                                                       |
| 1982 | Геката                                        | Даніель Шмід                 |                                                                                       |
| 1983 | Поранений                                     | Патріс Шеро                  |                                                                                       |
| 1984 | Повний Місяць у Парижі                        | Ерік Ромер                   |                                                                                       |
| 1985 | Побачення                                     | Андре Тешіне                 | номінація на премію Сезар                                                             |
| 1985 | Грозовий перевал                              | Жак Ріветт                   |                                                                                       |
| 1987 | Смерть Емпедокла                              | Даніель Юйє, Жан-Марі Штрауб |                                                                                       |
| 1987 | Йєнач                                         | Даніель Шмід                 |                                                                                       |
| 1987 | До побачення, діти                            | Луї Маль                     | премія Сезар                                                                          |
| 1987 | Безневинні                                    | Андре Тешіне                 |                                                                                       |
| 1990 | Смерч                                         | Майкл Алмерейда              |                                                                                       |
| 1990 | Мілу у травні                                 | Луї Маль                     |                                                                                       |
| 1992 | Мертвий сезон                                 | Даніель Шмід                 |                                                                                       |
| 1992 | Палити/Не палити                              | Ален Рене                    | номінація на премію Сезар                                                             |
| 1994 | Смерть Мольєра                                | Роберт Вілсон                |                                                                                       |
| 1995 | Зв'язок на стороні, інструкція по вживанню    | Крістіна Паскаль             |                                                                                       |
| 1996 | Званий вечір                                  | Мануель де Олівейра          |                                                                                       |
| 1997 | Подорож на початок світу                      | Мануель де Олівейра          |                                                                                       |
| 1997 | Стара пісня                                   | Ален Рене                    |                                                                                       |
| 1998 | Занепокоєння                                  | Мануель де Олівейра          |                                                                                       |
| 1998 | Йом-Йом                                       | Амос Гітай                   |                                                                                       |
| 1999 | Кадош                                         | Амос Гітай                   |                                                                                       |
| 1999 | Березіна, або Останні дні Швейцарії           | Даніель Шмід                 |                                                                                       |
| 2000 | Кіппур                                        | Амос Гітай                   |                                                                                       |
| 2000 | Спасибі за шоколад                            | Клод Шаброль                 |                                                                                       |
| 2000 | Слово і утопія                                | Мануель де Олівейра          |                                                                                       |
| 2001 | Робітники, селяни                             | Даніель Юйє, Жан-Марі Штрауб |                                                                                       |
| 2001 | Едем                                          | Амос Гітай                   |                                                                                       |
| 2002 | Марі-Жо та два її коханці                     | Робер Гедігян                |                                                                                       |
| 2002 | Принцип невизначеності                        | Мануель де Олівейра          |                                                                                       |
| 2003 | Повернення блудного сина                      | Даніель Юйє, Жан-Марі Штрауб |                                                                                       |
| 2003 | Аліла                                         | Амос Гітай                   |                                                                                       |
| 2003 | Тільки не в губи                              | Ален Рене                    |                                                                                       |
| 2004 | Візит до Лувру                                | Даніель Юйє, Жан-Марі Штрауб |                                                                                       |
| 2004 | Мій тато — інженер                            | Робер Гедігян                |                                                                                       |
| 2005 | Перехожий з Марсового поля                    | Робер Гедігян                |                                                                                       |
| 2005 | Чарівне дзеркало                              | Мануель де Олівейра          | Срібний Колумб за операторську роботу на фестивалі латиноамериканського кіно в Уельві |
| 2008 | Коліно Артеміди                               | Жан-Марі Штрауб              |                                                                                       |
| 2010 | Ми вірили                                     | Маріо Мартоне                | Давид ді Донателло за операторську майстерність                                       |
| 2012 | Гебо і тіні                                   | Мануель де Олівейра          |                                                                                       |
| 2014 | Старий із Рештелу                             | Мануель ді Олівейра          | короткометражний                                                                      |
| 2014 | Неймовірна молода людина                      | Маріо Мартоне                |                                                                                       |
| 2015 | У тіні жінок                                  | Філіп Гаррель                |                                                                                       |

## Визнання
| Рік                                          | Категорія                               | Номінант                 | Результат |
| -------------------------------------------- | --------------------------------------- | ------------------------ | --------- |
| Премія / кінофестиваль                       |                                         |                          |           |
| 1986                                         | Найкраща операторська робота            | Побачення                | Номінація |
| 1988                                         | Найкраща операторська робота            | До побачення, діти       | Перемога  |
| 1994                                         | Найкраща операторська робота            | Палити/Не палити         | Номінація |
| Кінофестиваль Camerimage у Лодзі             |                                         |                          |           |
| 1994                                         | Золота жаба                             | Палити/Не палити         | Номінація |
| Фестивалі латиноамериканського кіно в Уельві |                                         |                          |           |
| 2005                                         | Срібний Колумб найкращому кінооператору | Ренато Берта             | Перемога  |
| Приз Marburg Camera                          |                                         |                          |           |
| 2008                                         | Ренато Берта                            | Ренато Берта             | Перемога  |
| Золоті глобуси, Італія                       |                                         |                          |           |
| 2011                                         | Найкращий оператор                      | Чарівне зеркало          | Номінація |
| Давид ді Донателло                           |                                         |                          |           |
| 2011                                         | Найкращий оператор                      | Ми вірили                | Перемога  |
| 2015                                         | Найкращий оператор                      | Неймовірна молода людина | Номінація |